# Der Palast im Himmel
Der Palast im Himmel (Originaltitel Castle in the Air) ist ein Fantasyroman für junge Erwachsene, der von Diana Wynne Jones geschrieben und 1990 erstmals veröffentlicht wurde. Der Roman ist eine Fortsetzung von Sophie im Schloss des Zauberers, ist der zweite Band der Howl-Saga und spielt in der gleichen Fantasiewelt, obwohl er die Abenteuer von Abdullah und nicht von Sophie Hatter verfolgt. Die Handlung basiert auf den Geschichten aus Tausendundeiner Nacht. In dem Buch treten viele der Figuren aus Howl’s Moving Castle als Nebenfiguren auf, oft in einer Art Verkleidung.

## Handlung
Castle in the Air folgt den Abenteuern von Abdullah, einem hübschen jungen Teppichverkäufer aus Sansib, der ständig davon träumt, ein gestohlener Prinz zu sein. Eines Tages kommt ein seltsamer Reisender zu seinem Stand, um einen Zauberteppich zu verkaufen. In der Nacht schläft Abdullah auf dem Teppich ein, wacht aber auf und findet sich in einem wunderschönen Garten mit einer jungen Frau wieder. Er erzählt der Frau, Blume-der-Nacht, dass er der gestohlene Prinz aus seinen Tagträumen ist und glaubt, dass er tatsächlich träumt. Die Blume der Nacht, die noch nie einen anderen Mann als ihren Vater gesehen hat, glaubt zunächst, dass Abdullah eine Frau ist, und erklärt sich bereit, in der nächsten Nacht mit den Porträts vieler Männer zurückzukehren, damit sie einen Vergleich anstellen kann. Er tut dies, und Abdullah und die Blume-der-Nacht beschließen zu heiraten.
Abdullah kehrt in der nächsten Nacht zurück, aber er kommt gerade an, als Blume-in-der-Nacht von einem riesigen fliegenden Dschinn entführt wird. Kurz darauf nimmt der Sultan von Sansib Abdullah gefangen, der dann herausfindet, dass Flower in Wirklichkeit die Tochter des Sultans ist. Der Sultan ist wütend darüber, dass seine Tochter verschwunden ist, gibt Abdullah die Schuld, wirft ihn ins Gefängnis und droht ihm, ihn auf einen 40 Fuß hohen Pfahl zu spießen, wenn seine Tochter nicht gefunden wird. Glücklicherweise wird Abdullah von seinem fliegenden Teppich gerettet und entkommt aus Sansib.
Abdullah landet in der Wüste und stößt auf eine Gruppe von Banditen, die in ihrem Besitz einen besonders launischen Flaschengeist haben, der nur einen Wunsch pro Tag gewährt. In der Nacht stiehlt Abdullah den Geist und flieht. Nach einem Wunsch wird Abdullah nach Ingary transportiert und reist schließlich mit einem verbitterten strangianischen Soldaten, dessen Land vor kurzem in einem Krieg mit Ingary erobert wurde. Auf ihrer Reise nach Kingsbury auf der Suche nach einem Zauberer stoßen die beiden auf eine Katze und ihr Kätzchen, die der Soldat Midnight bzw. Whippersnapper nennt.
Auf ihrer Reise wünscht sich Abdullah die Rückkehr seines fliegenden Teppichs, der genau den Dschinn mitbringt, der die Blume-der-Nacht entführt hat. Es stellt sich heraus, dass der Dschinn, Hasruel, von seinem Bruder Dalzel gezwungen wird, Prinzessinnen aus der ganzen Welt zu entführen. Die beiden machen sich auf dem Teppich auf den Weg nach Kingsbury, wo sie den Zauberer Suliman finden, der Midnight, nachdem er erkannt hat, dass sie eigentlich ein Mensch in Katzengestalt ist, wieder in einen Menschen verwandelt. Als der Zauber von der Frau, die sich als Sophie Pendragon, ihr Baby, entpuppt, wird auch Morgan in sein normales Ich zurückverwandelt. Als sie jedoch das Baby abholen wollen, ist es nicht mehr im Gasthaus, wo es mit dem Soldaten zurückgelassen wurde.
Daraufhin befehlen Abdullah und Sophie dem Teppich, sie zu Morgan zu bringen. Der Teppich tut dies und bringt sie weit in den Himmel, zum Luftschloss, das lediglich das Schloss des Zauberers Hauro ist, das stark vergrößert wurde. Dort treffen sie die entführten Prinzessinnen und schmieden mit ihnen einen Plan, um aus dem fliegenden, beweglichen Schloss zu entkommen. Angeführt von Abdullah überwältigen sie die beiden Dschinns und befreien Hasruel, der seinen Bruder verbannt. Die Blume der Nacht hatte in der Zwischenzeit den Dschinn befreit, der sich als Sophies Ehemann, der hochrangige Zauberer Hauro, herausstellte.

## Charaktere
- Abdullah ist die Hauptfigur der Geschichte, ein Teppichhändler, der sehr unglücklich über sein Schicksal ist. Er liebt Tagträume und träumt davon, dass er der lang vermisste Prinz eines weit entfernten Königreichs ist. Er kauft einen verzauberten, fliegenden Teppich von einem zwielichtigen Mann. Er wird ständig von den Verwandten der ersten Frau seines Vaters bedrängt und fühlt sich in jeder Gesellschaft am Ende der „Hackordnung“, egal in welcher er sich befindet.
- Jamal ist Abdullahs einäugiger Freund, dem der Stand neben Abdullah gehört, an dem gekochter Tintenfisch verkauft wird. Später wird er gewünscht, der Koch im Schloss des Dschinns zu werden, erhält aber später einen Job als Koch für Hilda von High Norland, eine der entführten Prinzessinnen. Er hat einen sehr beschützenden Hund, der alle Menschen hasst, außer Abdullah und Jamal.
- Prinzessin Flower-in-the-Night ist Abdullahs wahre Liebe, die von den Dschinns entführt wurde. Flower-in-the-Night ist eine gebildete junge Frau, die ebenso schön wie klug ist, aber sie weiß fast nichts über das, was sie in Büchern gelesen hat. Bei ihrer Geburt wurde ihr prophezeit, den ersten Mann zu heiraten, den sie sieht und der nicht ihr Vater ist. Da ihr Vater wollte, dass sie einen mächtigen Mann aus einem anderen Volk heiratet, sorgte er dafür, dass sie keinen Mann zu Gesicht bekam, bevor er nicht einen Prinzen aus einem mächtigen Königreich mitgebracht hatte. Daher verwechselt sie Abdullah zunächst mit einer Frau.
- Der strangianische Soldat – Ein wandernder strangianischer Soldat, der gerissen, egoistisch und opportunistisch ist. Er behandelt die Katzen ungewöhnlich gut, macht sich aber nicht die Mühe, anderen Menschen zu helfen, wenn es ihm nicht nützt. Als Hasruel befreit wird, stellt sich heraus, dass es sich bei dem Soldaten um Prinz Justin handelt, der von Hasruel in dem Glauben verzaubert wurde, er sei ein besiegter strangianischer Soldat nach der Schlacht von Strangia und auf der Suche nach der verschwundenen Prinzessin Beatrice, mit der er sich widerwillig verlobt hatte.
- Der Flaschengeist – Ein lästiger Geist, dessen Wünsche normalerweise eher Ärger als Glück bringen. Der Geist entpuppt sich schließlich als der Zauberer Howl, der in den Bann von Hasruel geraten ist. Das fliegende, bewegliche Schloss gehört Howl; Hasruel hat es ihm gestohlen, um die Prinzessinnen festzuhalten.
- Dalzel – Der schwache und schwächliche Dschinn, der sich eher für das Böse als für das Gute entscheidet. Er zwingt Hasruel, für ihn alle Prinzessinnen zu finden, die seine Frauen werden sollen, da kein weiblicher Dschinn ihn haben will.
- Hasruel – Dalzels Bruder und ein heiliger Dschinn. Sein „Leben“, der einzige Teil eines Dschinns, der getötet werden kann, wurde von seinem Bruder Dalzel gestohlen und versteckt. Nun muss er seinem Bruder gehorchen und Prinzessinnen aus aller Welt entführen, sonst wird Dalzel sein „Leben“ zerstören.
- Prinzessin Beatrice – Die Prinzessin von Strangia, eine willensstarke junge Frau, die zu rauen Aktivitäten fähig ist. Nach der Schlacht von Strangia wird sie mit Prinz Justin verlobt, um Ingarys Kontrolle über die Nation zu festigen, aber sie läuft weg und wird anschließend von Hasruel entführt. Unter den entführten Prinzessinnen ist sie die lautstärkste und aufmüpfigste und fungiert als deren scheinbare Anführerin, während Blume-in-der-Nacht als ihre Strategin fungiert. Sie willigt ein, den strangianischen Soldaten zu heiraten, um sich seine Mitarbeit an der Verschwörung der Prinzessinnen gegen Dalzel zu sichern, und hält sich daran, selbst nachdem er enttäuscht ist und sich als Prinz Justin entpuppt. Sie wird im Haus der vielen Wege als „Königin Beatrice von Strangia“ erwähnt.
- Benjamin Sullivan/Zauberer Suliman – Einer der beiden besten königlichen Zauberer. Da Howl auf mysteriöse Weise verschwunden ist, hat er die Aufgabe, Prinzessin Valeria vor den Dschinn zu beschützen. Es gelingt ihm, Midnight (Sophie) und Whippersnapper (Morgan) in ihre menschliche Gestalt zurückzuversetzen, aber er wird im entscheidenden Moment abgelenkt, als Hasruel angreift und Valeria entführt. Er ist mit Leticia „Lettie“ Hatter verheiratet, was ihn zu Sophies und Howls Schwager macht.
- Letitia „Lettie“ Suliman – Ehemals Lettie Hatter aus Howl’s Moving Castle, ist sie jetzt eine voll qualifizierte Top-Zauberin und mit Ben Sullivan verheiratet. Obwohl sie qualifiziert ist, zieht es ihr Mann vor, ihre starke Magie vor der Öffentlichkeit zu verbergen. Sie erwartet ihr erstes Kind.
- Midnight – Eine hochintelligente, verwöhnte schwarze Katze, die von dem Soldaten geliebt und von Abdullah mit Argwohn betrachtet wird. Sie ist in der Lage, auf die Größe eines Panthers zu wachsen, um sich und ihr Kätzchen zu verteidigen. Später stellt sich heraus, dass sie Sophie Hatter ist, eine wiederkehrende Figur aus dem ersten Buch Howl’s Moving Castle. Als Mensch ist sie eine schöne rothaarige Hexe, die Dinge zum Leben erwecken kann, indem sie mit ihnen spricht. Sie ist mit dem Zauberer Howl verheiratet und wurde von ihm in eine schwarze Katze verwandelt, kurz bevor das Schloss gestohlen wurde.
- Whippersnapper – Midnight/Sophies Kätzchen; eigentlich das Menschenkind Morgan, wurde er als Kätzchen geboren, weil sich seine Mutter während der Wehen in eine Katze verwandelte; reitet unter dem Hut des Soldaten von Ort zu Ort. Er steht an der Spitze der Hackordnung und ist als Kätzchen ziemlich fähig.